# Lonny Kellner
Lonny Kellner-Frankenfeld (8 de marzo de 1930 - 22 de enero de 2003) fue una actriz e intérprete de Schlager de alemana.

## Biografía
Nacida y criada en Remscheid, Alemania, tras dejar la escuela estudió interpretación y canto. Después empezó a actuar en teatros como el Stadttheater de Bonn y el Westfälisches Landestheater, representando clásicos como Minna von Barnhelm, Scampolo y Die versunkene Glocke. Finalizada la Segunda Guerra Mundial, y por recomendación de unos colegas, en 1948 pudo interpretar algunos éxitos en la emisora de radio NWDR, entre ellos Wenn ich Dich seh’, dann fange ich zu träumen an y Gib mir einen Kuss durchs Telefon.
Pronto actuó en espectáculos de cabaret, programas de radio y retransmisiones radiofónicas musicales. Sus primeros grandes éxitos fueron Im Hafen von Adano y La le lu, cantados a dúo con René Carol.
En 1952 Kellner hizo su primera aparición en el cine como una cantante de Schlager interpretando el tema Manhattan-Boogie en el film Königin der Arena. Tras esa película rodó Tanzende Sterne, Das ideale Brautpaar, Die Blume von Hawaii, Geld aus der Luft, Keine Angst vor Schwiegermüttern y Auf Wiedersehen am Bodensee. Gracias a ello y a interpretar en el cine canciones como So ein Tag, so wunderschön wie heute y Du, du, du, lass mein kleines Herz in Ruh, Kellner acabó siendo una artista de fama. 
Kellner se casó en 1956 con Peter Frankenfeld, con el que previamente había actuado en una gira. Fueron testigos de la boda Max Schmeling y Anny Ondra. El violinista Helmut Zacharias interpretó Lullaby of Birdland. Frankenfeld adoptó al hijo de Kellner, Thomas Frankenfeld, nacido en 1951 y fruto de una anterior relación.
Tras su matrimonio, la pareja actuó cada vez más ante las cámaras y los micrófonos, además de aceptar una lucrativa oferta para actuar en los Estados Unidos. En su casa en Wedel montaron un studio de grabación, ideando números para radio y television, como los duetos „Bum–Budi-Bum“ o „Ich bin der Herr im Haus“.
Tras la muerte de Frankenfeld en 1979, Kellner continuó con su trabajo como actriz. Así, actuó en 39 episodios de Unsere Hagenbecks, además de hacer algunas actuaciones en la serie de la ZDF Das Traumschiff. Kellner también trabajó en la producción Ein unvergessliches  Wochenende y en un episodio de Heimatgeschichten. Hizo su última interpretación televisiva en 2001 en un episodio de Großstadtrevier.
En recuerdo de Frankenfeld, Kellner creó en 2000 el Premio Peter Frankenfeld, que recompensa a los premiados por su versatilidad artística y su compromiso en tareas humanitarias.
Lonny Kellner falleció en Hamburgo, Alemania, en 2003, a causa de un cáncer óseo. Fue enterrada junto a su marido en el Cementerio de Wedel.

## Selección de su filmografía
- 1952: Königin der Arena
- 1952: Tanzende Sterne
- 1954: Das ideale Brautpaar
- 1953: Die Blume von Hawaii
- 1954: Geld aus der Luft
- 1954: Keine Angst vor Schwiegermüttern
- 1955: Musik, Musik und nur Musik
- 1956: Liebe, Sommer und Musik
- 1956: Auf Wiedersehn am Bodensee
- 1971: Glückspilze (Fernsehfilm)
- 1982: Sonny Boys (TV-Spiel)
- 1986: Ein Heim für Tiere
- 1987: Humor ist Trumpf
- 1991: Unsere Hagenbecks (Fernsehserie)
- 1992: Otto - Der Liebesfilm
- 1994: Ein unvergeßliches Wochenende (Fernsehfilm)
- 1997: Heimatgeschichten - Alte Liebe
- 2001: Großstadtrevier - Amok